# 시마바라성

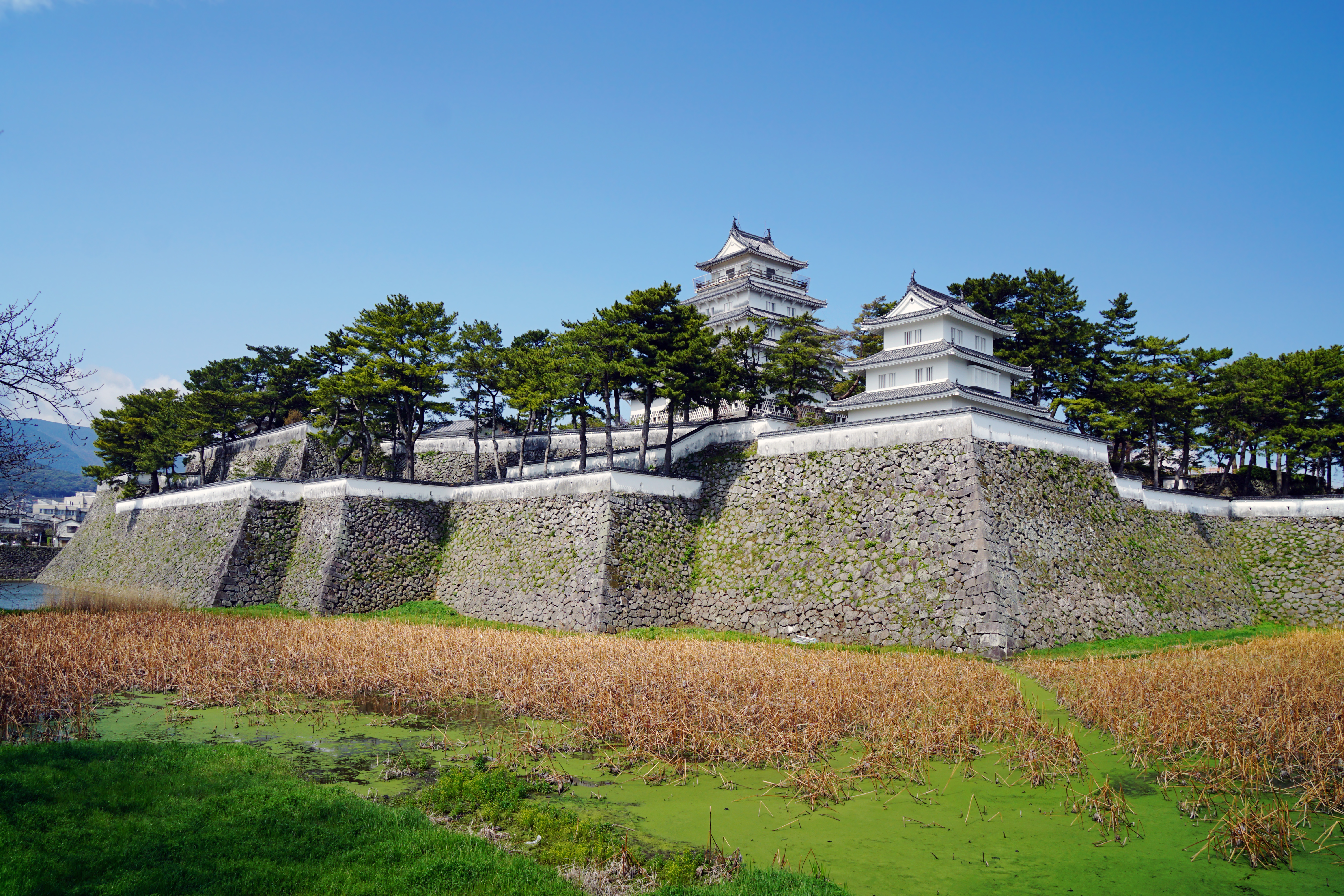
시마바라성의 정경

시마바라성(일본어: 島原城, しまばらじょう)은 일본 나가사키현 시마바라시에 있는 연곽식 평성이다. 다른 이름으로는 모리타케 성(森岳城)이라고 불린다.

## 개요
아리아케해에 접해있고, 운젠다케산의 기슭에 위치해 있다. 성곽의 형식은 장방형 연곽식 평성이다. 높게 쌓인 석축이 특징이다. 혼마루 주위에 내측 해자로 둘러쳐 있고, 니노마루와는 다리 하나로 연결되어 있다. 다리가 파괴되면, 혼마루를 외부로부터 차단할 수 있다. 또, 천수는 5층5계로 되어 있으며, 가라후가 없는 독립식 승탑형이다.
에도 시대는 시마바라번의 번청으로 번주의 처소였다. 번 성립 당시 시마바라번은 4만 석이었지만, 석고에 비해하면 대단히 훌륭한 성이다.
1876년 천수, 어전 이하 건물은 대부분 파괴 매각되었다. 현재는 혼마루에 천수, 망루, 담이 복원되어 시로아토 공원으로 되었다.

## 연혁

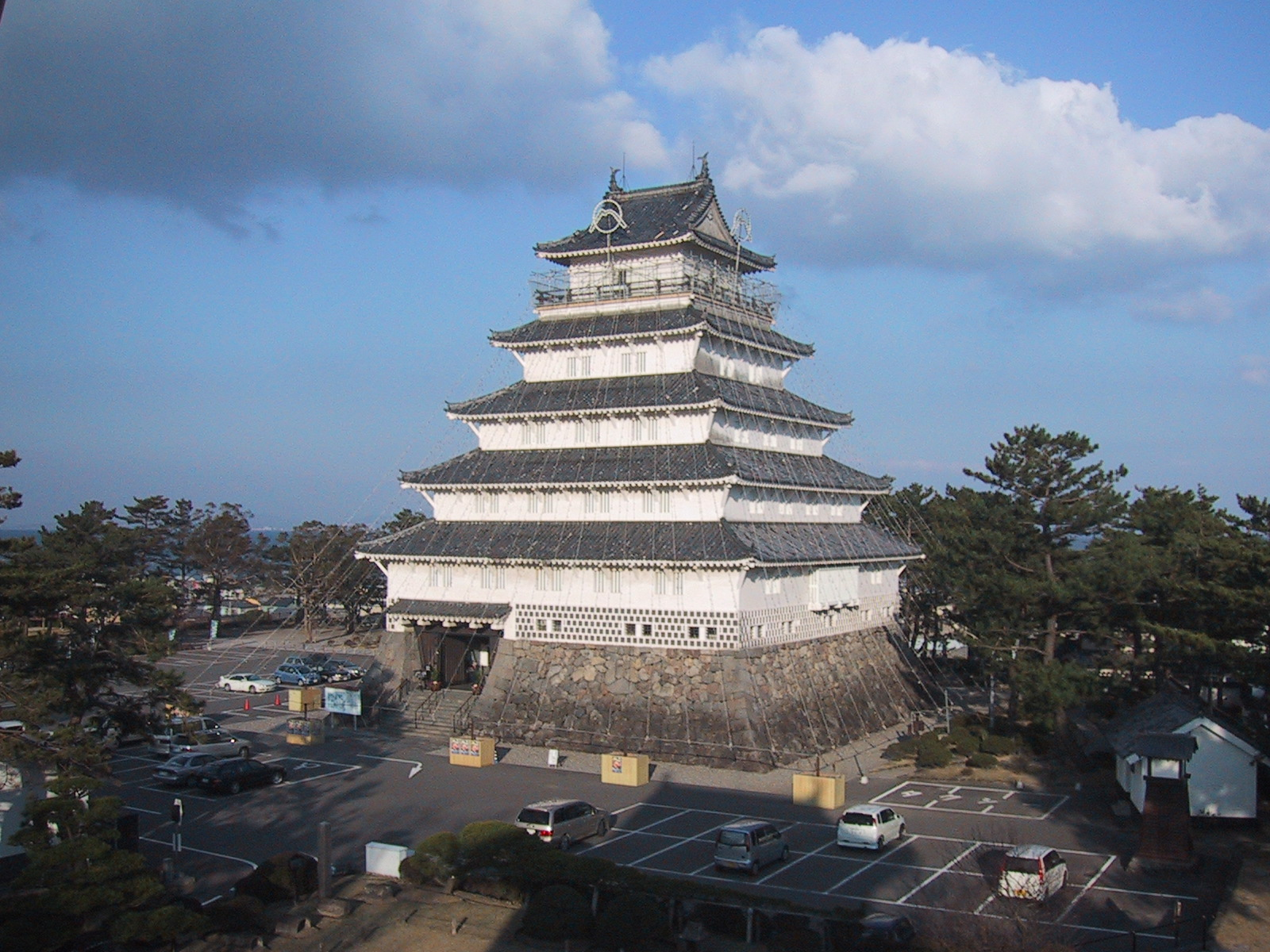
시마바라성의 천수각

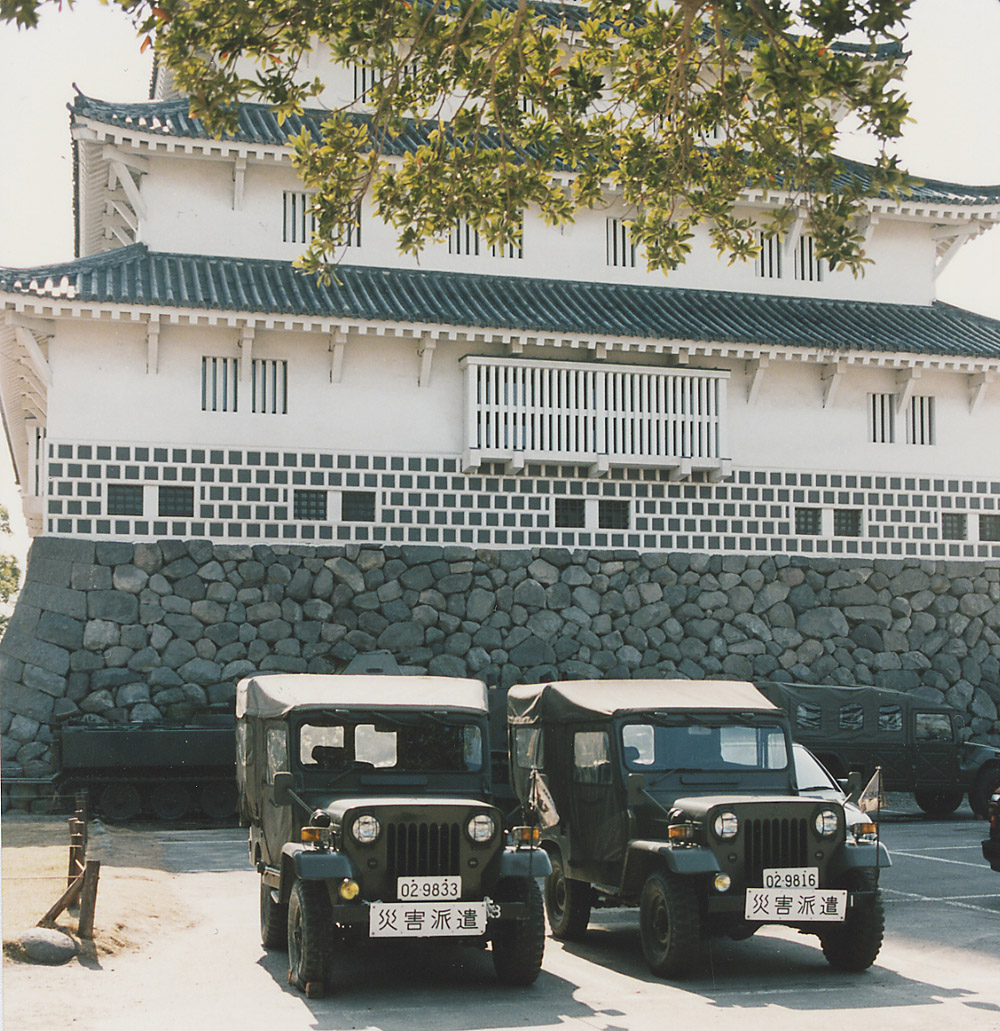
재난에 대비해 파견나온 차량

- 1616년 아리마 나오즈미가 휴가국 노베오카번에서 이봉되어, 대신 마쓰쿠라 시게마사가 아리마씨의 거성으로 있는 히노에성에 입성한다.
- 1618년 히노에성은 비좁아서 시마바라성 축성을 개시한다.
- 1624년 시마바라성 완성되었다.
- 1637년~1638년 초대 시게마사, 2대 가쓰이에의 악정에 의해 시마바라 봉기가 일어난다. 가쓰이에는 영내에 폭동이 일어난 책임으로 참수되었고, 마쓰쿠라씨는 가이에키된다.
- 1638년 고리키 다다후사가 4만석에 입봉되어 입성한 이후, 후다이다이묘 4가문이 번갈아 교체되었다.
- 1871년 하이한치켄에 따라, 시마바라현으로 되었고, 이때 번주는 마쓰다이라가였다.
- 1874년 폐성령에 따라 민간에 매각되었다.
- 1876년 천수이하 건물이 파괴 매각되었다. 혼마루는 밭으로 변했고, 산노마루는 시마바라 중학교(현재 시마바라 고등학교) 등 학교가 들어 섰다.
- 1960년 니시 망루가 복원되었다.
- 1964년 천수가 복원되어 역사자료관로 되었다.
- 1972년 다쓰미 망루가 복원되었다.
- 1980년 우시토라 망루, 담이 복원되었다. 우시토라 망루는 고향출신 조각가 기타무라 세이보의 작품을 전시하는 세이보 기념관으로 되었다.
- 1996년 운젠-후겐다케 분화의 재난을 알리는 『관광부흥기념관』을 개관했다.

## 교통
- 시마바라 철도 시마바라역에서 도보로 5분